# From the Drain (cortometraje de 1967)
From the Drain ("Desde el drenaje") es un cortometraje de 1967 dirigido por David Cronenberg.

## Resumen de la trama
La película se centra en dos hombres en una bañera; se da a entender que son veteranos de algún conflicto pasado, pero se revela que actualmente se encuentran en una institución mental. El primer hombre está paranoico con el desagüe de la bañera, al segundo le es indiferente. Después de que avanza la conversación entre los dos hombres, un zarcillo en forma de vid emerge del desagüe para estrangular al primer hombre. El segundo no muestra ninguna emoción ante este repentino giro de los acontecimientos y la película termina.

## Video casero
El corto se incluyó junto con otras películas tempranas de Cronenberg en un disco adicional en el lanzamiento de Videodrome en Blu-ray de Arrow Video en el Reino Unido en 2015. Este disco adicional, titulado Early Works de David Cronenberg, se lanzó solo por separado, un año después.